# Banco de Negócios Inclusivos
O Banco de Negócios Inclusivos (BNI) é uma organização não governamental, fundada em 2011 e com atuação nas cidades de São Paulo, Rio de Janeiro, Ribeirão Preto, Manaus, Salvador, Brasília, Belo Horizonte, Bauru, São José dos Campos, Curitiba e Florianópolis. Oferece suporte técnico e financeiro via microcrédito para empreendimentos inclusivos e solidários. Desse modo, com o capital em movimento, a entidade beneficiada pode tomar consistência e melhor se desenvolver.
O sistema de créditos funciona da seguinte maneira: o dinheiro provém do setor privado e é emprestado a juros baixíssimos (de 1% até 2%) para as empresas. A diferença do BNI para os bancos tradicionais é que eles concedem uma linha de, no máximo, R$ 5 mil e possuem uma política de acompanhamento (fundamento da Economia Solidária). Com isso é possível observar um melhor resultado para o empresário beneficiado e também para a comunidade na qual ele está inserido. Os dirigentes do BNI são alunos dos cursos das universidades que participam da iniciativa e precisam passar por um processo seletivo para alcançar o cargo.
A cooperativa Unindo Forças foi a primeira a receber empréstimo após a criação do Banco. Com isso, ela conseguiu comprar matéria-prima e fazer suas entregas normalmente, de oito em oito dias. Entre as empresas que foram beneficiadas com o projeto, são destacadas: Renascer: arte e reciclagem; Sonhos e sabores: café solidário; Doces Talentos; Terra Harmônica; Brasilianas: feito a mão; LimPet Tonato e Cooper Glicério.

## História
O BNI foi criado em Outubro de 2011, no momento em que estudantes universitários perceberam que a Incubadora Tecnológica de Cooperativas Populares (ITCP) da Fundação Getúlio Vargas (FGV-SP) não tinha grande apoio financeiro para realizar seus investimentos produtivos. Em contrapartida, observaram que havia crédito disponível no mercado e pessoas na FGV interessadas em auxiliar tal projeto.
Dessa forma, procurando apoiar o movimento da Economia Solidária, a instituição começou a disponibilizar créditos com base em três pilares:
- Microcrédito Qualificado
- Juros Solidários
- Cloud Banking

Sendo que: o Microcrédito Qualificado é entendido como um empréstimo acompanhamento de suporte técnico, com finalidade de estimular a riqueza gerada e mantida dentro das comunidades; os Juros Solidários são juros que cobrem apenas a correção monetária (medida pelo IGP-M) e o Cloud Banking tem a função de unir o banco com a comunidade e a universidade, reduzindo custos de transação, tornando escalável o modelo e aumentando o potencial de captação de recursos e geração de impacto social do microcrédito concedido.

## Missão
O BNI tem como lema a geração de renda, o direito ao crédito e a sustentabilidade financeira.
Além da participação da FGV-SP, UFSC, UFPR, FGV-RJ, ITA, USP-RP, UNESP, UFAM, UFBA, UnB e UFMG, a organização pretende propagar esse projeto em universidades localizadas em diferentes regiões do país, até alcançar uma totalidade.

## Produtos
Os serviços oferecidos pelo banco são:
1. Adiantamento Produtivo Orientado
2. Crédito Produtivo Orientado
3. Assessoria Técnica
4. Consultoria Social
5. Pesquisas em microfinanças
6. Empréstimos Pessoais